# VG-lista
VG-lista là một bảng xếp hạng âm nhạc của Na Uy. Nó được phát hành hàng tuần trên tờ VG (Verdens Gang) và chương trình Topp 20 của Tập đoàn truyền thông Na Uy (tiếng Na Uy: Norsk rikskringkasting AS). Nó được xem là bảng xếp hạng âm nhạc cơ sở của Na Uy, chứa các đĩa đơn từ trong nước và trên toàn thế giới. Các dữ liệu được thu thập bởi Nielsen Soundscan International và sắp xếp dựa trên doanh số của khoảng 100 cửa hàng ở Na Uy.
Bảng xếp hạng đĩa đơn bắt đầu thay đổi thành một bảng xếp hạng top 10 từ tuần thứ 42 của năm 1958 và được nâng lên thành bảng xếp hạng top 20 từ tuần 5 năm 1995. Tại cùng thời điểm, bảng xếp hạng album khởi đầu là bảng xếp hạng top 20 trong tuần 1 năm 1967 đã được nâng lên thành top 40.